# Acer wuyishanicum
Acer wuyishanicum é uma espécie de árvore do gênero Acer, pertencente à família Aceraceae.